# الموسطة (الشرية)

تعديل مصدري - تعديل

الموسطة هي إحدى قرى عزلة آل غنيم بمديرية الشرية التابعة لمحافظة البيضاء، بلغ تعداد سكانها 110 نسمة حسب تعداد اليمن لعام 2004.